# 姜豪工作
姜豪工作（きょうごうこうさく）とは、日中戦争（支那事変）打開のために、1939年（昭和14年）1月に企図された和平工作。大日本帝国陸軍中支那派遣軍司令部付の小野寺信中佐により企図された。

## 経緯
小野寺信は、バルト3国の諜報活動に従事したのち、1938年（昭和13年）6月、陸軍参謀本部ロシア課に復帰し、直後に発生した張鼓峰事件の対処にあたり、同年10月には中支那派遣軍司令部付として上海に派遣された。当時中国大陸で進行中であった日中戦争の収束策として、参謀本部の支那課は汪兆銘政権の樹立による和平交渉を検討していたが、ロシア課は対ソ防衛のためには事変を早期終結させるべきと考えており、小野寺は四川省重慶にこもる蔣介石との直接の交渉を企図した。
小野寺は上海で、中国国民党上海市党部委員の姜豪と接触し、国民党組織部副部長の呉開先を通じて重慶で和平会談の実現をめざした。しかし、そのころ上海には汪兆銘支援のため影佐禎昭が「梅機関」を設立しており、この路線（汪兆銘工作）と対立したため自然消滅した。